# Cristià de Schleswig-Holstein
Cristià de Schleswig-Holstein-Sondenburg-Augustenburg (Augustenburg, 1831 - Londres, 1917) dou príncep de Schleswig-Holstein-Sondenburg-Augustenburg.
Les diverses famílies reials europees que encara avui es cognomenen Schleswig-Holstein són fruit de branques secundàries de la casa reial de Dinamarca. Els reis danesos posseïen els territoris dels ducats de Schleswig i de Holstein des de temps immemorials. Aquestes possessions personals es trobaven incloses dintre del Sacre Imperi. Els diferents prínceps danesos se'ls hi atorgava un ducat dintre d'aquests territoris a fi que pogués garantir un títol als seus successors i una posició econòmica i financera.
El jove príncep Cristià era fill del duc Cristià August II de Schleswig-Holstein-Sonderburg-Augustenburg i de la comtessa danesa Lluïsa Sofia Danneskjold-Samsøe. Descendent dels reis danesos el seu pare havia rebut el ducat d'Augustenburg i era una de les branques més importants dels prínceps danesos confinats als ducats meridionals de Schleswig i de Holstein.
L'any 1848 el duc d'Augustenburg induït per l'onada nacionalista imperant a tot Europa declara la independència dels ducats i n'estableix una capital a la ciutat portuària de Kiel. Immediatament se sotmet a la protecció de Prússia. Anys després el 1862 el rei danès ocupa els territoris que consideraven aquests propietats personals des de temps immemorials iniciant-se així una guerra entre Àustria i Prússia en contra de Dinamarca. Els territoris són dividits, mentre Àustria administrava Holstein, Prússia ho feia sobre Schleswig. Un any després la guerra esclata entre els aliats i culmina amb la batalla de Sadowa on Prússia guanyadora es queda els dos ducats. A partir d'aquest moment els Augustenburg viuen reclamant la sobirania sobre els dos territoris ducals annexionats per Prússia.
El príncep Cristià assistí a la Universitat de Bonn on feu una profunda amistat amb el futur kàiser Frederic III de Prússia.
L'any 1865 el príncep Cristià coneix l'Helena del Regne Unit a Coburg. S'enamoren i es comprometen. El permís matrimonial fou concedit a canvi que la parella s'establís a Londres, a canvi el príncep Cristià rebria el tracte d'Altesa Reial al Regne Unit. La parella tingué quatre fills:
- SAS el príncep Cristià Víctor de Schleswig-Holstein, nascut a Londres el 1867 i mort el 1900 a la mateixa ciutat.
- SAS el príncep Albert de Schleswig-Holstein, nascut a Londres el 1869 i mort a la mateixa ciutat el 1931.
- SAS la princesa Helena Victòria de Schleswig-Holstein, nascuda a Londres el 1870 i morta a la ciutat del Tàmesi el 1948. Casada l'any 1893 amb el príncep Heribert d'Anhalt se'n divorcià l'any 1900 a causa de la seva homosexualitat.
- SAR la princesa Maria Lluïsa de Schleswig-Holstein, nascuda i mort a Londres el 1872 i el 1956 respectivament.

El príncep Cristià morí a Londres l'any 1917 enmig de la Primera Guerra Mundial que enfrontava el seu país d'origen amb el seu país d'acollida a l'edat de vuitanta-set anys. És enterrat al Fragmore Royal Burial de Windsor.